# Vit jägare, svart hjärta
Vit jägare, svart hjärta (engelska: White Hunter, Black Heart) är en amerikansk dramafilm som hade biopremiär i USA den 14 september 1990 i regi av Clint Eastwood. Manuset skrevs av Peter Viertel, James Bridges och Burt Kennedy, baserat på romanen White Hunter Black Heart av Peter Viertel. Clint Eastwood spelar huvudrollen som John Wilson, som är löst baserad på filmskaparen John Huston.

## Handling
Filmen handlar om regissören John Wilson (Clint Eastwood) som reser till Afrika för att spela in sin nästa film. Med sig tar han manusförfattaren Pete Verrill (Jeff Fahey). I Afrika blir Wilson besatt av att jaga elefanter samtidigt som han ska förbereda inför filmteamets ankomst. Detta leder till många konflikter mellan de två männen eftersom Verrill avskyr tanken om att skjuta ett så majestätiskt djur som elefanten bara för nöjes skull. Även Wilson säger att det är så fel att det inte bara är ett "brott" utan en "synd" men han kan ändå inte komma över sitt begär att fälla en elefant. När Wilson till slut inser att han inte kan skjuta en elefant så får det ett tragiskt pris när den lokala expertguiden Kivu (Boy Mathias Chuma) dör när han skyddar Wilson från den elefant som Wilson skulle skjuta.

### Fotnoter
1. ↑  ”White Hunter, Black Heart” (på engelska). Box Office Mojo. 14 september 1990. http://www.boxofficemojo.com/movies/?id=whitehunterblackheart.htm. Läst 8 september 2016.